# Saïd Guennoun
 (novembre 2015).
Si vous disposez d'ouvrages ou d'articles de référence ou si vous connaissez des sites web de qualité traitant du thème abordé ici, merci de compléter l'article en donnant les références utiles à sa vérifiabilité et en les liant à la section « Notes et références ».
Saïd Guennoun, né en 1887 à Ouled Aïssa en Algérie, est un officier français d'origine kabyle, berbèrophone, ayant pu s'intégrer dans la société amazighe de l'Atlas marocain notamment Zayan, lors de la période de pacification de Khénifra en 1914. 
Guennoun se fait connaitre avec les œuvres qu'il avait écrit sur les amazighens du Moyen Atlas, où il décrit avec précision les mœurs et les costumes des habitants de cette contrée montagneuse notamment des Zayanes et les Ichkerns d'Elkbab.

## Biographie
Saïd Guennoun est né en 1887 en Algérie à Ouled Aïssa (en Kabylie), après la révolution de 1881. Contraint de s'engager en 1912 dans l'armée coloniale à la suite des représailles qu'avait subit sa famille, expropriée de ses biens, il fait cependant des études et obtient brillamment le brevet supérieur en Français et en arabe. Ses études seront couronnées par l'obtention de diplôme d'Adel (clerc de cadi) à la Medersa d'Alger.

## Œuvres
- La montagne berbère[2] est une œuvre [3] de référence où Saïd Guennoun décrit la situation des Zayans en 1914[4],

- Prix Montyon 1930 de l'Académie française
- La Haute Moulouya 1939-1940 ,
- la voix des monts, mœurs de guerre berbères
- Les Ait Oumalou et le Pays Zaïan.
- Les berbères de haute Moulouya : le pouvoir administratif et judiciaire des berbères de la haute Moulouya[5].